# William Zadig
William Ferdinand Zadig, född 21 juli 1884 i Malmö Sankt Petri församling, död 25 april 1952 i Malmö Sankt Johannes församling, var en svensk skulptör och professor vid konsthögskolan i São Paulo.

## Uppväxt och utbildning
William Zadig var son till fabrikören och grosshandlaren Philipp Zadig och hans hustru Emma Heckscher i Malmö.. Han var bror till Viggo Zadig och farbror till skådespelaren Fylgia Zadig.
Efter examen vid Tekniska yrkesskolan i Malmö 1901 samtidigt med studierna vid Tekniska yrkesskolan studerade han på fritiden vid Skånska cementgjuteriets ateljé. Han fortsatte därefter sina studier vid Konstslöjdmuseets skola i Berlin 1902–1908, en kort tid vid Kungliga Konstakademien i Stockholm samt i Paris 1908–1912 där han även medverkade i Parissalongen.

## Yrkesliv
Zadig reste därefter till Brasilien, där han 1912–1920 var professor vid Lyceu de artes e officiös (konstakademien) i São Paulo. Under sina åtta år i Brasilien fick han ett flertal stora beställningar bland annat Kristus och de tolv apostlarna för kyrkan Consolacão och samt monumenten över João Mendes de Almeida och monumentet över nationalskalden Olavo Bilac i São Paulo där han slutförde arbetet i Malmö. Det tio meter höga och 16 meter breda monumentet, innefattande flera figurer göts i brons vid ett gjuteri i Köpenhamn. Monumentet avtäcktes 1922 på hundraårsdagen av Brasiliens självständighetsförklaring.
Efter återkomsten till Europa var Zadig förutom en kortare tid i Sverige bosatt i Paris fram till 1930-talets mitt. Återstoden av sitt liv var han verksam i Malmö som fri skapande skulptör med porträtt som specialitet. Han grundade William Zadigs skulpturskola i Malmö 1935 och var även verksam som lärare vid Essem-skolan.
Förutom ovannämnda verk utförde han byster av Albert Ehrensvärd, generaldirektören Anders Örne,  Eli Heckscher, professor George Dumas, landshövdingen Robert De la Gardie, Ernst C:son Herslow, prosten Albert Lysander, överstelöjtnant C.O. Wahlgren, överingenjör Tore Husberg, Anders Österling, grevarna Otto och Stig Thott, Prins Carl 1932, kung Gustaf V 1937, Ludvig Nobel presidenterna Pedro Manuel de Toledo, Pehr Evind Svinhufvud och ingenjören Ludvig Nobel samt friskulpturerna Längtan i Trelleborg. Tillsammans med Anders Jönsson ställde han ut på Malmö museum 1911. Separat ställde han ut på Gummesons konsthall 1929 och 1938 samt i São Paulo 1913 och på Galerie d´Art Contemporain i Paris 1928. Han medverkade i ett flertal samlingsutställningar arrangerade av Skånska konstnärslaget, Skånes konstförenings salonger, Sveriges allmänna konstförenings vårsalonger på Liljevalchs konsthall. Han var representerad i utställningen Bygden och konsten som visades i Malmö och Hässleholm 1949. Han tilldelades Ellen Trotzigs stipendium 1951. Zadig är representerad vid Malmö museum, Gallerie Rolf de Maré i Paris samt i Kungliga slotten i Bryssel, Oslo och Bernstorff i Danmark.

## Familj
William Zadig var 1916–1934 gift med Maria da Gloria Capote Valente (född 1897), dotter till advokaten A.J. Capote Valente och Cecilia Pinto. De fick tre barn: Maria Cecilia (född 1917), Edith (1924–1966), gift med skådespelaren Christian Bratt, och konstnären Jacques Zadig (1930–2023). Ett barnbarn är skådespelaren Dan Bratt. Åren 1942–1945 var han sedan gift med Ella Berns-Nordström (1879–1959). William Zadig är begravd på Östra kyrkogården i Malmö.

## Galleri

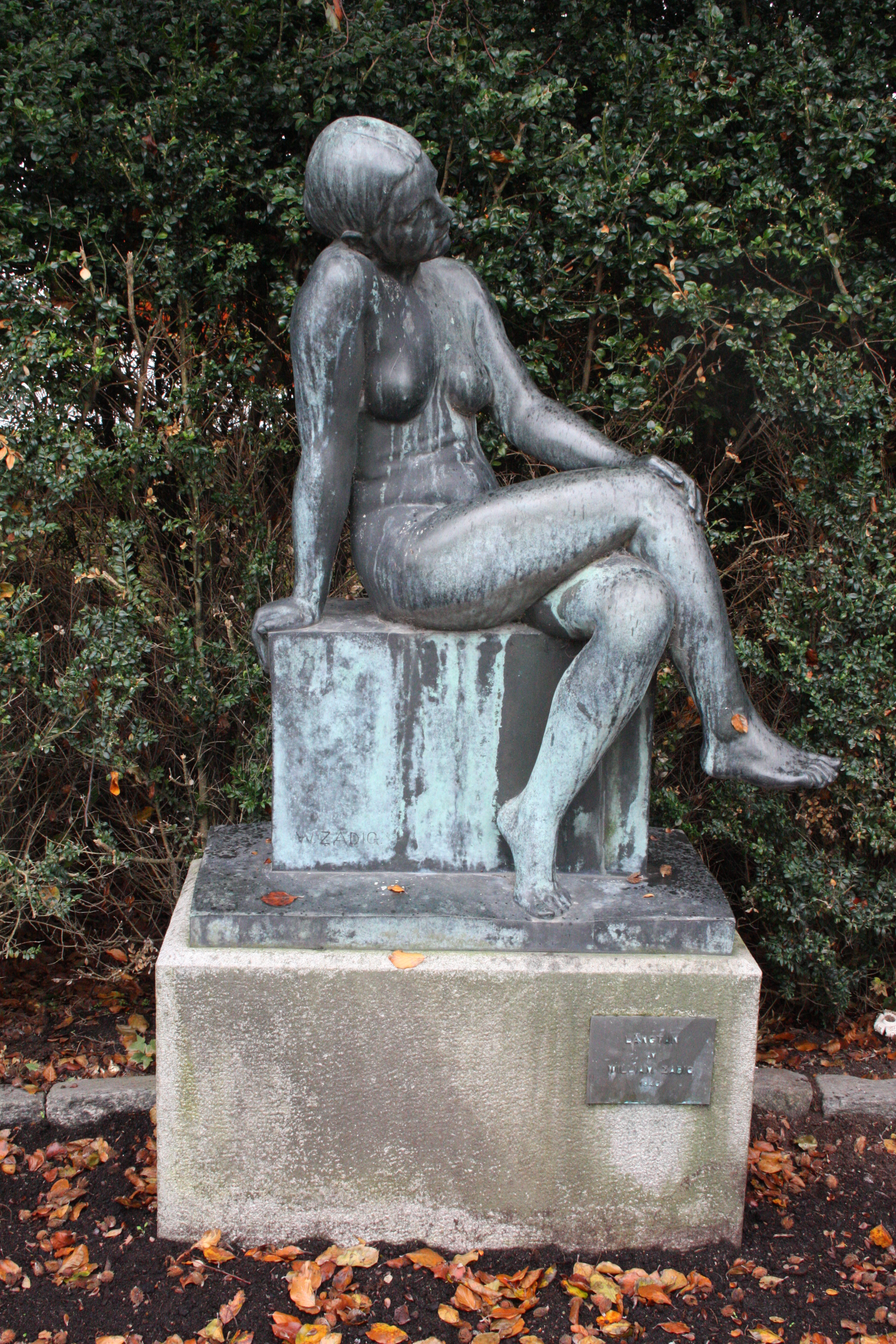
Längtan, i Trelleborg
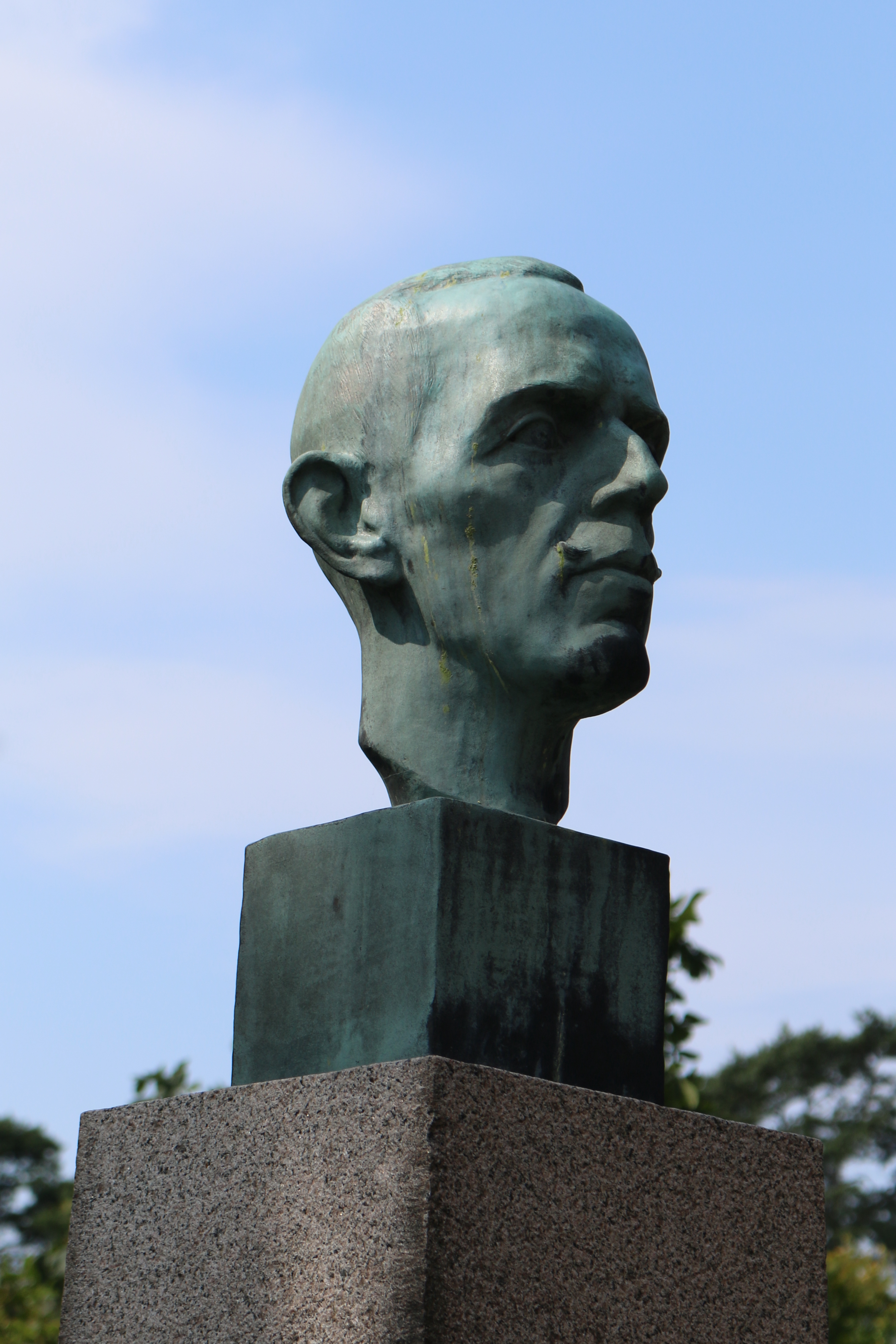
Porträttbyst av Gustav V, i Ystad
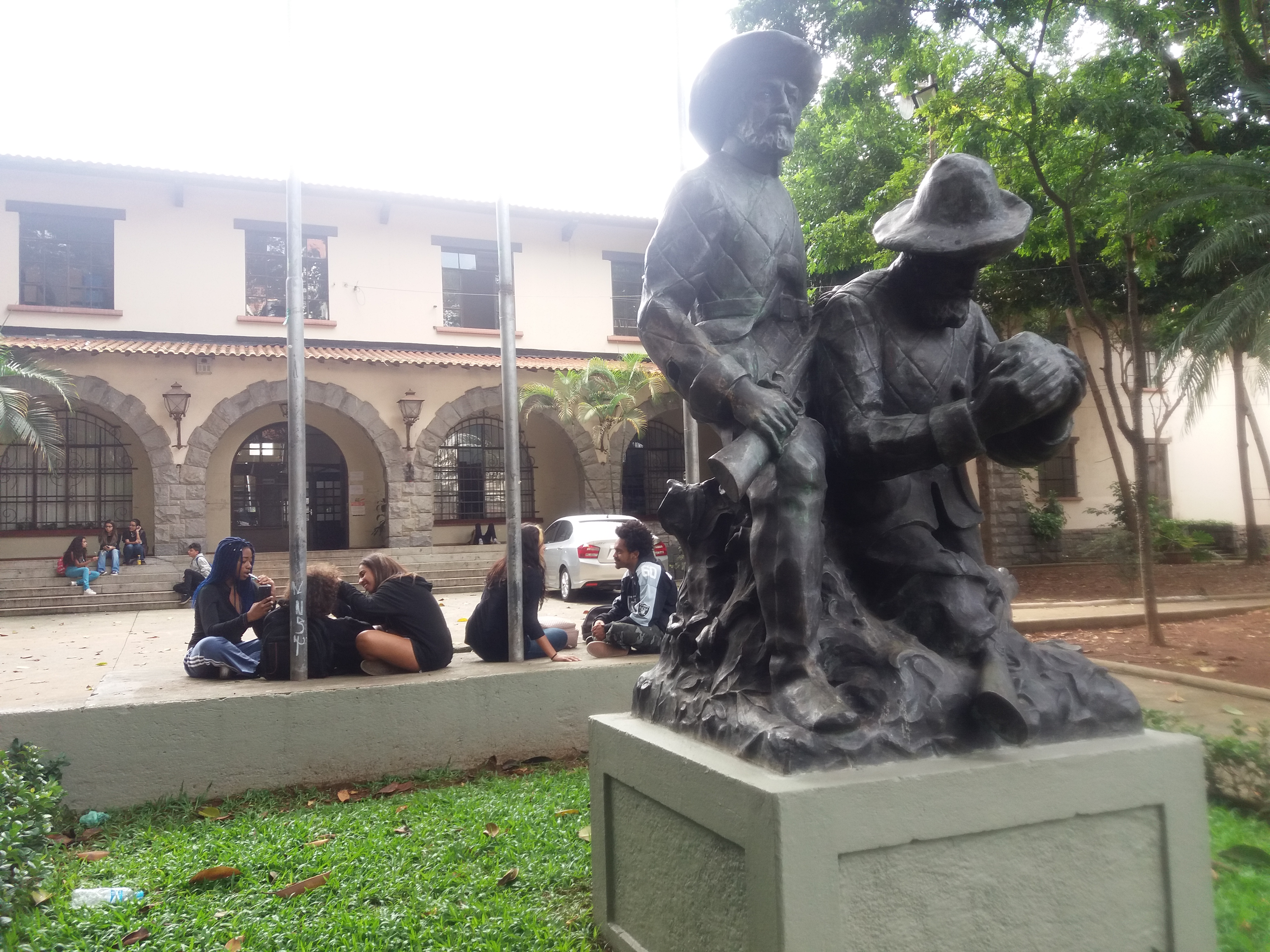
O Caçador de Esmeralda, i São Paulo, Brasilien
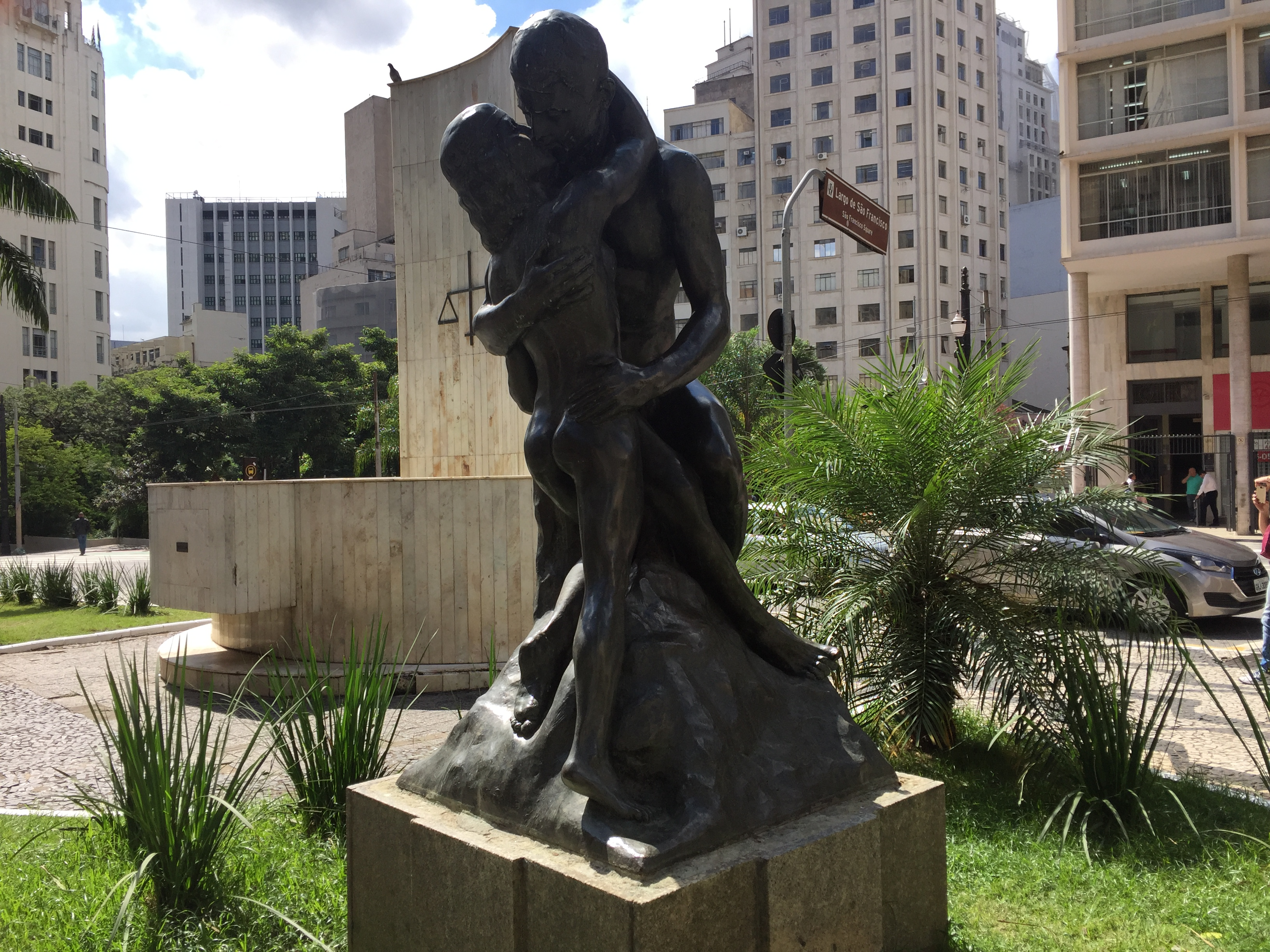
Beijo Eterno, i São Paulo, Brasilien